# Birgitta Stenberg-Hultén

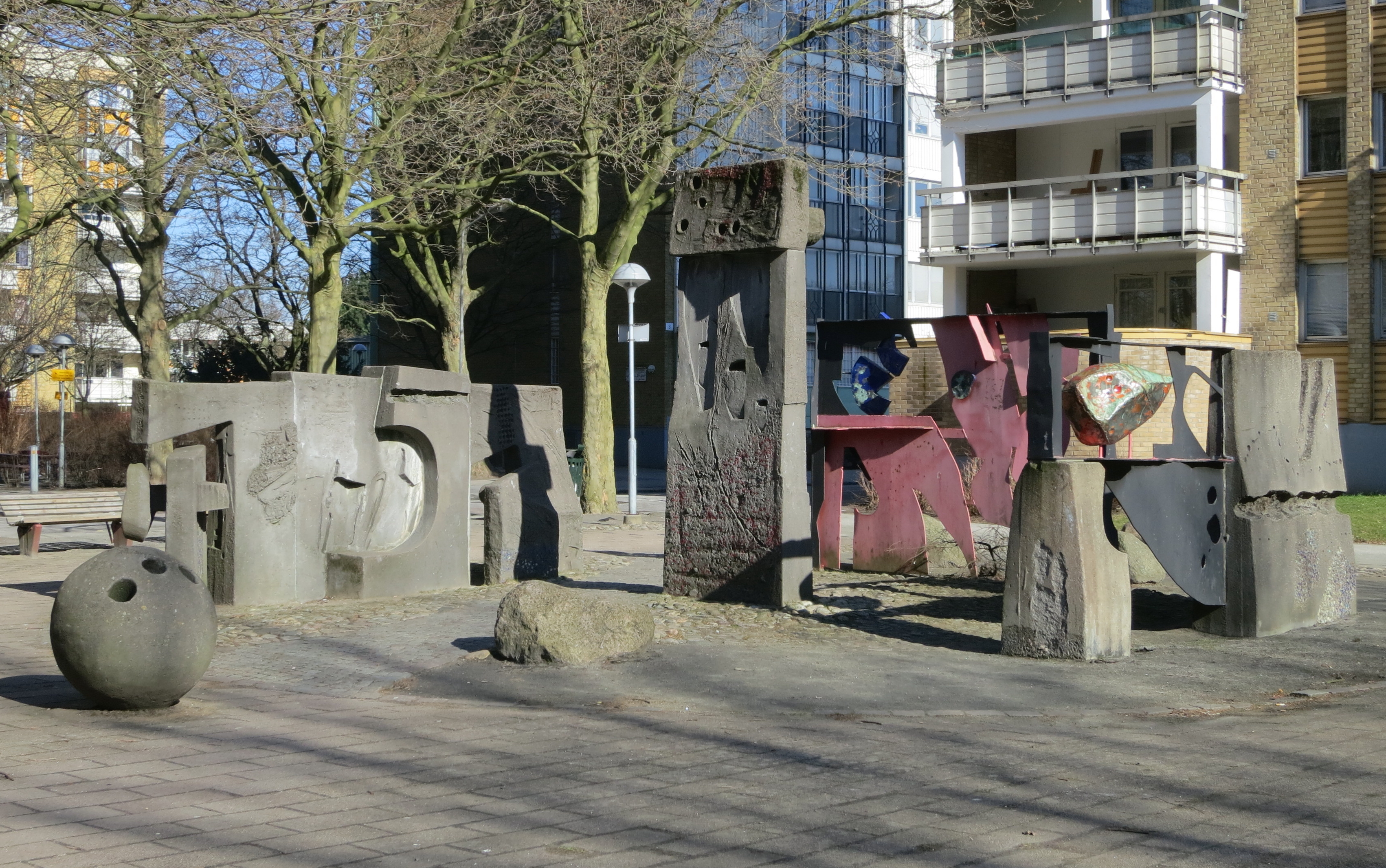
Skulpturgrupp på Rosengård i Malmö

Hanna Gerda Birgitta Stenberg-Hultén, född 2 juli 1928 i Karlstad, död 17 december 1993 i Lomma, var en svensk skulptör.
Hon var dotter till häradsskrivaren Helge Stenberg och Gerda Johnson och gift första gången 1947 med arkitekten Sven Vejde och andra gången från 1955 med konstnären Arwid Sigfrid Karlson och slutligen från 1961 med konstnären Carl Otto Helmer Hultén. Hon utbildade sig på Lena Börjessons skulpturskola i Stockholm 1946–1948 och vid Académie de la Grande Chaumière i Paris 1953 samt genom självstudier under resor till bland annat Italien, Spanien och Frankrike. Hon debuterade i en utställning tillsammans med den franske målaren Cecil Veleur på Galerie Moderne i Stockholm 1952 och ställde därefter ut separat i SDS-hallen i Malmö och tillsammans med Arwid Karlsson i Eslöv och Ystad. Hon medverkade i Värmlands konstförenings utställningar på Värmlands museum, Helsingborgs konstförenings vårsalonger, Skånes konstförenings höstsalonger i Lund. Stenberg-Hultén är representerad vid Malmö museum och Vikingsbergs konstmuseum i Helsingborg. Hon är begravd på Östra kyrkogården i Malmö.

## Offentliga verk i urval
- Altarskåpet i Traryds kyrka, 1962
- Monument över en fågel, 1965, vid ingången till Pilevallsskolan i Trelleborg
- Skulpturbetong, betong, stål och emalj, 1966, Bennets väg 11, nära Örtagårdsskolan i Rosengård i Malmö (tillsammans med CO Hultén)
- Stad för lekar, relief i sandsten, 1967, Östgöta nations hus i Malmö
- Monument över en fågel, brons, 1968, Berzeliusskolans innergård i Linköping
- Munnar, rostfritt stål, 1970, af Klintebergs väg/Adlerfelts väg på Rosengård i Malmö
- Pas de Deux, 1976, utanför Ystads Teater